# Henry Clay Frick House
Henry Clay Frick House är en fastighet på Femte avenyn, mellan 70:e och 71:sta gatan på Upper East Side på Manhattan. Den byggdes som bostadshus till industrimagnaten och konstsamlaren Henry Clay Frick. Det byggdes mellan åren 1912 och 1914 av arkitekten Thomas Hastings. Det omvandlades till ett museum i mitten av 1930-talet och rymmer Frick Collection och Frick Art Reference Library. Huset och biblioteket utsågs till ett "National Historic Landmark", det vill säga en särskilt betydelsefull byggnad, år 2008 för sin betydelse i konsten och arkitekturen som representant för den amerikanska Förgyllda åldern.

## Historik

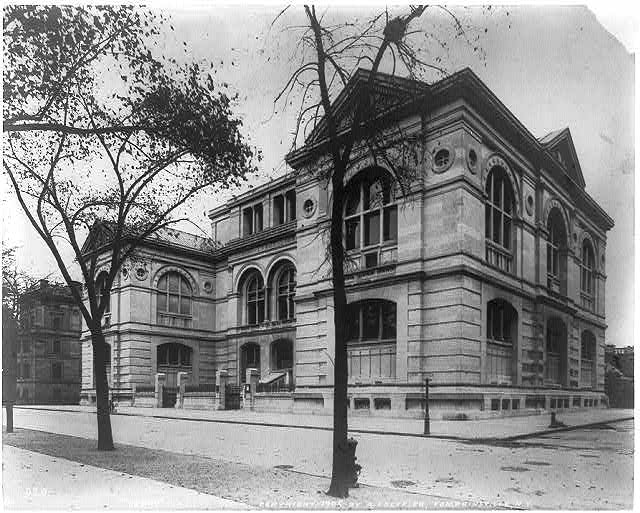
På platsen låg Lenox-biblioteket mellan 1877 och 1912.

I början av 1900-talet flyttade Henry Clay Frick sitt affärsliv och sociala umgänge från Pittsburgh till New York. Han skaffade lantställe i Massachusetts och år 1905 hyrde han Vanderbilt-huset vid 640 Fifth Avenue. De flesta husen ovanförr 59:e gatan var vid den tiden stora privatbostäder eller några privata klubbar och hotell. Han började leta efter en plats för att bygga en bostad och blev intresserad av tomten på Femte avenyn mellan 70:e gatan och 71:sta gatan. Där låg redan Lenox Library  som rymde filantropen James Lenox samling och hade ritats av arkitekten Richard Morris Hunt i nygrekisk stil.
Biblioteket hade ekonomiska svårigheter, vilket gjorde det möjligt för Frick att förvärva tomten sommaren 1906 för 2,47 miljoner dollar. Fyra månader senare lade han till ytterligare den mark som löpte omkring femtio meter österut genom kvarteret. Det fanns restriktioner för vad som fick göras på platsen för biblioteket och det var inte förrän samlingarna flyttades till stadsbiblioteket, New York Public Library, 1912 som Frick kunde bygga något under eget namn.
Frick fick först ritningar från Daniel Burnham, som ritat hus till honom i Pittburgh. Burnham lämnade in en ritning med ett italiensk palats från 1700-talet. Sedermera fick arkitekten Thomas Hastings uppdraget.  Hastings ritade en tre våningar stor villa i Beaux-Arts stil. Byggandet ägde rum mellan 1912 och 1914. Materialet som används för utsidan och delar av det inre av herrgården är indianakalksten.
Frick flyttade in med sin hustru och dotter år 1914. Interiören var inte färdig förrän 1916, då hade hans konstsamling flyttat in. 
Hebry Clay Frick avled 1919 och testamenterade han hela huset med allt innehåll som konst, möbler och dekor till allmänheten som museum. Hans familj fortsatte att bo i huset tills hustrun dog 1931 och förvaltarna , började förvandla huset till ett museum. Samlingen öppnades för allmänheten 1935.
Omkring en tredjedel av konsten i samlingen hade år 2020 förvärvats efter att huset blev museum. Själva byggnaden har byggts ut tre gånger 1931–35, 1977 och 2011, vilket har förändrat husets ursprungliga utseende. John Russell Pope omvandlade den tidigare yttre innergården till en inneslutna trädgårn, och rev entrén för hästskjutsar för att ge plats åt entréhallen. Henry Fricks kontor på bottenvåningen revs också för att ge plats för Ovala rummet . East Gallery och Music Room är också senare tillägg som inte var en del av det ursprungliga huset. 
På bottenvåningen hade Henry Clay Frick sina samlingar, rum för mottagningar och sina samlingar. Kontoret är ombyggt och på bottenvåningen tillkom också Fragonard Room, uppkallat efter Jean-Honoré Fragonards stora väggmålningar. Rummet är inrett med franska möbler från 1700-talet och Sèvres-porslin. Följande rum är vardagsrummet med intilliggande biblioteket för georgiansk arkitektur. West Gallery är 100 meter långt och där hängdes några av de viktigaste målningarna.
På andra våningen låg familjen privata rum, både sovrum, sällskapsrum och kontor. Här fanns också gästrum.
Rummen på tredje våning var tjänstefolket, och där huserade omkring 27 personer. Andra och tredje våningen blev sedermera personalutrymmen till museet och är normalt inte tillgängliga för allmänheten.
I den stora källaren låg köket och andra ytor för huset service. I ena vingen fanns ett biljardrum och en bowlinghall, bowlinghallen användes som förråd men återställdes på 1990-talet.